# 舒茶镇
舒茶镇，是中华人民共和国安徽省六安市舒城县下辖的一个乡镇级行政单位。

## 行政区划
舒茶镇下辖以下地区：
街道社区、小河湾村、山埠村、茶园村、石塘村、沟二口村、梅心驿村、沙墩村、军埠村、龙王庙村、三拐村、火龙岗村和一颗印村。